# Jeff Jones
Pour les articles homonymes, voir Jeff Jones (homonymie) et Jones.
Jeffrey Robin Jones, dit Jeff Jones, né le 20 septembre 1953 à London en Ontario (Canada), est un musicien canadien d'origine américaine, membre de Ocean et Red Rider.
Jones a joué avec Alex Lifeson et John Rutsey dans la première incarnation de Rush, il était  chanteur et bassiste à l'été 1968. Il a été remplacé par Geddy Lee en septembre 1968. Il a d'abord acquis sa renommée en tant que membre du groupe rock gospel Ocean, qui a vendu en 1971 un single "Put Your Hand in the Hand". Le groupe s'est dissous en 1975. Jones a rejoint plus tard Red Rider (il a joué la basse sur la chanson "Lunatic Fringe") et se produit toujours avec le leader Tom Cochrane. Il travaille également sur des vidéos montrant des basses Eastwood.
À la fin des années 1970, Jones joue la basse et chante avec Stingaree, un groupe torontois avec Brian MacLeod et Bernie LaBarge aux guitares et au chant, Doug (Skip) Layton à la batterie et Larry Hamel (remplacé par Don Harriss) au chant et au piano. . Le groupe a eu beaucoup de suite en Ontario. Brian MacLeod a été repéré par le promoteur Martin Onrot tandis que Stingaree jouait à Toronto et a quitté le groupe pour se joindre à Chilliwack. Les autres membres de Stingaree ont joué six mois de plus avant de se séparer en 1978. Jones a également joué la basse sur le succès "Dream Away" de LaBarge en 1981.
En 2015, il était en tournée avec Burton Cummings et son groupe.